# Oxytropis gmelinii
Oxytropis gmelinii är en ärtväxtart som beskrevs av Antonina Georgievna Borissova. Oxytropis gmelinii ingår i släktet klovedlar, och familjen ärtväxter. Inga underarter finns listade i Catalogue of Life.